# Paul A. Baran
Paul Alexander Baran (Mykolaiv, 25 de agosto de 1909 – Palo Alto, 26 de março de 1964) foi um economista americano marxista.

## Biografia
Ele nasceu no Império Russo. Seu pai médico, era um menchevique de esquerda de Vilna (então Polônia em 1917). De Vilna a família de Baran mudou-se para Berlim, e depois, em 1915 volta a Moscou, mas Paul permaneceu na Alemanha para finalizar a sua escola secundária.
Depois de formado do Ginásio em Berlim, em 1926, seguiu de volta para seus pais em Moscou, em cuja universidade estudou por dois anos, recebendo um diploma em Economia na 1928. Durante estes anos, ele continuou seu trabalho político ativo e foi fortemente empenhadas lutas políticas do período em que se refletiram na organizações da Juventude Comunista. Percebendo a tendência dos acontecimentos políticos em 1928, com a perseguição e fim da Oposição Unificada do qual participara, e onde conheceu o líder Preobrajenski, ele optou por não retornar de sua férias na Alemanha, mas, permanecendo por lá.
Baran na Alemanha permaneceu associado com a Escola de Frankfurt no Instituto para Pesquisa Social. Ele escreveu uma dissertação sobre Emile Lederer sobre planejamento econômico. Conheceu Rudolf Hilferding, autor de O Capital Financeiro e escreveu sob o pseudônimo de Alexandre Gabriel para o revista "Die Gessellschaft" do Partido Social-Democrata Alemão. Depois que o regime nazista tomou o poder Baran fugiu para Paris e depois de volta para a URSS, e depois para Vilna (então na Polónia).
Com o Pacto Molotov-Ribbentrop e pouco antes da invasão nazista da Polónia a família emigraram para os EUA, onde se envolveu em Harvard e recebeu um mestrado. Falta de dinheiro, ele deixou o Doutorado e trabalhou para a Brookings Institution e em seguida para o Instituto de Administração Price e, em seguida, o Escritório de Serviços Estratégicos. Ele trabalhou sob a direção de John Kenneth Galbraith no Estrategic Bombing Survey, viajando no pós-guerra para a Alemanha e o Japão.  Baran, em seguida, trabalhou para o Departamento de Comércio dos Estados Unidos e conferencista na Universidade George Washington. Em seguida, ele trabalhou para o Banco da Reserva Federal de Nova Iorque antes de aderir a academia.
Ele casou-se com Elena Diachenko, teve um filho, mas logo se divorciaram.
Baran teve sua carreira acadêmica nos Estados Unidos, ensinando na Universidade de Stanford desde 1949. Desde 1949 ele foi um participante ativo na formulação de idéias e opiniões em editoriais Monthly Review, revista editada por Paul Sweezy e Leo Huberman. Baran visitou Cuba em 1960, juntamente com Huberman e Sweezy, e foi muito inspirada. Em 1962 ele revisitado Moscou, o Irã, e Iugoslávia.
Em seus últimos anos, ele trabalhou no livro Capitalismo Monopolista com Sweezy. Ele morreu antes do seu término, tendo sido concluída por Sweezey. Baran morreu de um ataque cardíaco em 1964.
Ele é, por vezes associada à escola de pensamento neo-marxista.

## Seu pensamento
A inovação na Economia mais significativa de Paul A. Baran é a sua utilização crítica do conceito de excedente econômico. Com a crítica à teoria do valor-trabalho por Eugen von Boem-Bauwek início do século XX e os estudos de Piero Sraffa e de outros economistas, a utilização literal da própria noção de valor de Marx tornou-se problemático, pois é dependente da teoria do valor-trabalho. Baran, influenciada por Keynes introduziu um conceito de "excedente económico" não vinculados a teoria do trabalho.
Baran aplicou o conceito de "excedente" para analisar economias subdesenvolvidas em sua Economia Política do Desenvolvimento. Baran com Paul M. Sweezy aplicaram o conceito de excedente para a economia contemporâneo dos EUA  em Capitalismo Monopolista.